# Fussball Club Rapperswil-Jona
Il Fussballclub Rapperswil-Jona è una società calcistica svizzera, con sede a Rapperswil-Jona, nel Canton San Gallo.
Fondata nel 1928, milita nella Promotion League, campionato di terza divisione.

## Rosa 2018-2019
Rosa aggiornata al 18 gennaio 2019
| N. |                               | Ruolo | Calciatore          |
| -- | ----------------------------- | ----- | ------------------- |
| 1  | Italia (bandiera)             | P     | Andrea Guatelli     |
| 2  | Albania (bandiera)            | D     | Denis Simani        |
| 3  | Svizzera (bandiera)           | C     | Simon Rohrbach      |
| 4  | Macedonia del Nord (bandiera) | C     | Egzon Kllokoqi      |
| 5  | Svizzera (bandiera)           | C     | Manuel Kubli        |
| 6  | Svizzera (bandiera)           | D     | Jonas Elmer         |
| 7  | Svizzera (bandiera)           | C     | Merlin Hadzi        |
| 8  | Svizzera (bandiera)           | C     | Roman Güntensperger |
| 9  | Macedonia del Nord (bandiera) | C     | Egzon Shabani       |
| 10 | Svizzera (bandiera)           | A     | Aldin Turkeš        |
| 11 | Svizzera (bandiera)           | C     | Diego Ciccone       |
| 12 | Svizzera (bandiera)           | D     | Francesco Amendola  |
| 14 | Svizzera (bandiera)           | D     | Matteo Pasquarelli  |
| 15 | Montenegro (bandiera)         | D     | Anis Ramcilovic     |
| 17 | Svizzera (bandiera)           | D     | Mike Kleiber        |

| N. |                                 | Ruolo | Calciatore       |
| -- | ------------------------------- | ----- | ---------------- |
| 19 | Bosnia ed Erzegovina (bandiera) | A     | Kemil Festić     |
| 20 | Svizzera (bandiera)             | A     | Haris Samardzic  |
| 23 | Svizzera (bandiera)             | D     | Silvan Gönitze   |
| 24 | Svizzera (bandiera)             | C     | Lavdrim Rexhepi  |
| 25 | Svizzera (bandiera)             | C     | Denis Agushi     |
| 26 | Svizzera (bandiera)             | P     | Diego Yanz       |
| 27 | Svizzera (bandiera)             | C     | Ilir Zenuni      |
| 28 | Tunisia (bandiera)              | C     | Stéphane Nater   |
| 29 | Belgio (bandiera)               | C     | Yahya Boumediene |
| 30 | Svizzera (bandiera)             | P     | Tomislav Vranjes |
| 31 | Svizzera (bandiera)             | D     | Joël Schmied     |
| 33 | Svizzera (bandiera)             | P     | Calvin Heim      |
| 35 | Svizzera (bandiera)             | D     | Bruno Morgado    |
|    | Senegal (bandiera)              | C     | Sangoné Sarr     |

## Rosa 2017-2018
Rosa aggiornata al 22 gennaio 2018
| N. |                               | Ruolo | Calciatore         |
| -- | ----------------------------- | ----- | ------------------ |
| 1  | Svizzera (bandiera)           | P     | Novem Baumann      |
| 2  | Svizzera (bandiera)           | D     | Denis Simani       |
| 3  | Svizzera (bandiera)           | C     | Simon Rohrbach     |
| 4  | Svizzera (bandiera)           | C     | Kim Jaggy          |
| 5  | Svizzera (bandiera)           | C     | Manuel Kubli       |
| 6  | Svizzera (bandiera)           | D     | Jonas Elmer        |
| 7  | Portogallo (bandiera)         | C     | Carlos Da Silva    |
| 9  | Macedonia del Nord (bandiera) | C     | Egzon Shabani      |
| 11 | Liechtenstein (bandiera)      | C     | Dennis Salanović   |
| 12 | Italia (bandiera)             | D     | Francesco Amendola |
| 13 | Svizzera (bandiera)           | D     | Egzon Kllokoqi     |
| 16 | Italia (bandiera)             | A     | Gabriel Falciano   |
| 18 | Svizzera (bandiera)           | A     | Célien Wicht       |

| N. |                               | Ruolo | Calciatore       |
| -- | ----------------------------- | ----- | ---------------- |
| 19 | Svizzera (bandiera)           | C     | Valon Fazliu     |
| 20 | Svizzera (bandiera)           | C     | Mike Kleiber     |
| 21 | Portogallo (bandiera)         | C     | Julio Teixeira   |
| 22 | Svizzera (bandiera)           | D     | Berkay Sülüngöz  |
| 23 | Macedonia del Nord (bandiera) | C     | Enis Ramadani    |
| 24 | Svizzera (bandiera)           | C     | Yannick Helbling |
| 26 | Svizzera (bandiera)           | P     | Diego Yanz       |
| 27 | Svizzera (bandiera)           | C     | Remo Staubli     |
| 28 | Tunisia (bandiera)            | C     | Stéphane Nater   |
| 29 | Svizzera (bandiera)           | P     | Janis Truniger   |
| 30 | Svizzera (bandiera)           | P     | Tomislav Vranjes |

## Palmarès

### Competizioni nazionali
- Promotion League: 2

2016-2017, 2024-2025

### Competizioni interregionali
- Seconda Lega interregionale: 1

2004-2005 (gruppo 5)